# 高佳群
高佳群（1992年10月22日—），台南市安南區人。畢業於崑山科技大學進修部資訊管理系。臺灣男歌手，專唱閩南語歌曲，為超級紅人榜偶像組衛冕者，並為超級紅人榜第10位闖進地獄車輪戰選手。第6位20闖關成功選手。
於104年10月11日 20關闖關成功，並被臺語歌手詹雅雯譽為凍憨歌王。

## 專輯
|    | 唱片公司   | 發行日     | 專輯名稱       | 曲目 |
| 1. | 金元寶唱片 | 2016年9月  | 《無愛才會死》 | 歌名 1.等我返來 2.永遠給自己機會 (vs張誌家) 3.無愛才會死 (vs林喬安) 4.智慧 5.不恨 6.行 7.情海行船人 8.我不是菩薩 (vs許常德&蔡承融) 9.小雨傘(vs劉家妤) 10.聽我唱歌 11.巡田園 12.天公的眼淚 |
| 2. | 金元寶唱片 | 2020年10月 | 《愛你很大》   | 歌名 1.義無反顧 2.咒你幸福 3.愛著你 4.末日之愛 5.愛你很大 6.夢 7.唯一的我 |
| 3. | 金元寶唱片 | 2023年5月  | 《一路順風》   | 歌名 1.愛過一場夢 2.我聽你DO RE MI 3.一路順風 4.愛你的我 5.甭免驚 6.命中註定就是你 7.愛情的夢                                                                                             |